# نيقولاي زايتسيف
نيقولاي زايتسيف (بالروسية: Зайцев, Николай Евгеньевич)‏ هو لاعب كرة قدم روسي في مركز الدفاع، ولد في 1 يونيو 1989 في نوفوروسيسك في روسيا. لعب مع أمكار بيرم وسبارتاك فلاديقوقاز وسيسكا موسكو وموردوفيا سارانسك ونادي أورينبورغ ونادي توسنو ونادي فولغا نيجني نوفغورود ونادي كوبان كراسنودار.

## وصلات خارجية
- نيقولاي زايتسيف على موقع قاعدة بيانات كرة القدم.إي يو (الإنجليزية)
- نيقولاي زايتسيف على موقع قاعدة بيانات كرة القدم.إي يو (الإنجليزية)
- نيقولاي زايتسيف على موقع Soccerway.com (الإنجليزية)